# 김현 (변호사)
김현(金炫 1956년 1월 17일~)은 대한민국의 변호사이다.
[전주 김씨|김현] ((金炫) 변호사는 1956년 서울에서 태어났으며, 아버지는 모더니즘을 표방하며 분단 극복을 지향하는 시 세계를 펼쳤고 1970년대 후반부터 반독재 투쟁에 앞장섰던 고(故) 김규동 시인이다. 
경복고, 서울대학교 법학과를 졸업 후 서울대학교 대학원 법학석사,  코넬대학교 대학원 법학석사를 취득했고 워싱턴대학교 로스쿨 법학석사 및 법학박사(Ph.D. in Law) 학위를 받았다. 1980년 행정고시 2차 시험 합격, 1983년 사법시험 25회 합격 후 사법연수원 17기를 수료했다. 미국 뉴욕주 변호사 자격을 취득했고 해상법과 건설법 전문가로 활약하고 있다. 미국 보글 앤 게이츠 로펌과 법무법인 세종, 법무법인 화우(전 세방종합법률사무소)에서 일했다. 
1992년 4월 1일 법무법인 세창을 설립해 국내 굴지 해상/건설 전문 로펌으로 키웠다. 해양수산부, 한국해운조합, 해양환경공단, 한국국제물류협회, 한국도선사협회, 흥아해운, 풀무원 고문변호사이고, 태안 유류오염 사고, 아덴만 해적 사건을 자문했으며 세월호 유족 손해배상 지급 업무를 담당했다. 런던국제중재재판소, ICC 국제중재인이고 2020년 대한민국중재인대상, 2021년 국민훈장 동백장을 받았다. 
2016년 변호사 1000명과 '징벌적 손해배상을 지지하는 변호사·교수 모임(징손모)'을 구성했고, 2010년부터 2017년까지 (사)소비자와 함께 공동대표, 2012년부터 2017년까지 '탈북자를 걱정하는 변호사들' 대표, 2013년부터 2017년까지 물망초 국군포로송환위원장으로 소비자 및 북한인권 NGO 활동에 매진한 시민운동가이다. 함북장학회 이사장과 대한암협회 부회장, 2024년부터 일가재단 이사장과 카이스트 최고경영자과정 AIM 총동문회장을 맡고 있다. 
서울지방변호사회 회장(2009-2011)과 대한변호사협회장(2017-2019)을 역임했으며 2019년 (사)착한법만드는사람들 상임대표로 취임해 징벌적 손해배상 전면 도입, 집단소송 도입, 존엄사 제도 도입, 세금 감시 운동 등 법제도 개선을 통한 공익 활동을 추진하고 있다.
저서로는 해상법원론(송상현 전 국제형사재판소장 공저, 6판, 2022)과 '건설판례 이해하기'(2012)가 있다.